# Stratiodrilus aeglaphilus
Stratiodrilus aeglaphilus is een borstelworm uit de familie Histriobdellidae. Het lichaam van de worm bestaat uit een kop, een cilindrisch, gesegmenteerd lichaam en een staartstukje. De kop bestaat uit een prostomium (gedeelte voor de mondopening) en een peristomium (gedeelte rond de mond) en draagt gepaarde aanhangsels (palpen, antennen en cirri).
Stratiodrilus aeglaphilus werd in 1985 voor het eerst wetenschappelijk beschreven door Vila & Bahamonde.